# Ptychadena mapacha
Ptychadena mapacha är en groddjursart som beskrevs av Alan Channing 1993. Ptychadena mapacha ingår i släktet Ptychadena och familjen Ptychadenidae. IUCN kategoriserar arten globalt som otillräckligt studerad. Inga underarter finns listade i Catalogue of Life.